# 제로넷
제로넷(ZeroNet)은 2015년 타마스 코시스(Tamas Kocsis)가 만든 P2P 사용자의 분산형 웹형 네트워크이다. 네트워크 프로그래밍은 헝가리 부다페스트에 기반을 두고 있다. 파이썬으로 구축되었다. 완전히 오픈 소스이다. IP 주소 대신 사이트는 공개 키(특히 비트코인 주소)로 식별된다. 비공개 키를 사용하면 사이트 소유자가 변경 사항에 서명하고 게시할 수 있으며, 이는 네트워크를 통해 전파된다. 해당 페이지의 로컬 웹 호스트 역할을 하는 제로넷 애플리케이션을 사용하면 일반 웹 브라우저를 통해 사이트에 액세스할 수 있다. 비트코인 암호화를 사용하는 것 외에도 제로넷은 비트토렌트 네트워크의 추적기를 사용하여 피어 간의 연결을 협상한다. 제로넷은 기본적으로 익명이 아니지만 토르 네트워크를 통한 라우팅 트래픽을 지원한다.
제로넷 웹사이트와 비트토렌트 추적기는 중국 본토에서 차단되었다. 그러나 검열에도 불구하고 Meek을 통해 부트스트래핑하고 피어에 직접 연결하여 토르를 통해서도 중국의 만리방화벽 뒤에서 제로넷에 액세스하는 것이 여전히 가능하다.
아직 시더가 있는 제로넷 페이지를 삭제할 수 있는 방법이 없으므로 이러한 페이지는 DMCA 게시 중단 통지를 포함하여 제3자의 삭제 방법에 영향을 받지 않게 된다.

## 같이 보기
- 분산 파일 시스템
- 분산 해시 테이블
- 하이퍼넷
- I2P
- 토르 (네트워크)
- InterPlanetary File System
- 카뎀리아